# Джоджел
Джоджел (рум. Geogel) — село у повіті Алба в Румунії. Входить до складу комуни Понор.
Село розташоване на відстані 297 км на північний захід від Бухареста, 30 км на північний захід від Алба-Юлії, 54 км на південь від Клуж-Напоки.

## Населення
За даними перепису населення 2002 року у селі проживали 149 осіб, усі — румуни. Усі жителі села рідною мовою назвали румунську.